# Italy
Italy város az USA Texas államában, Ellis megyében. Lakosainak száma 1926 fő (2020. április 1.).

## Népesség
A település népességének változása:

| 2010 | 1 863 |
| 2020 | 1 926 |